# Сірик Артур Володимирович
Артур Володимирович Сірик (нар. 17 лютого 1989, Потсдам, НДР) — український футболіст, нападник.

## Життєпис
У ДЮФЛУ виступав за донецький «Шахтар», дніпропетровський УФК, харківські «Металіст» і УФК.
Професіональну кар'єру розпочав у клубі «Харків-2» у Другій лізі. Потім грав за дубль у молодіжній першості. В основі «Харкова» зіграв один матч 18 липня 2008 року проти полтавської «Ворскли» (0:1). Сірик вийшов на 87 хвилині замість Олексія Городова. Після вильоту «Харкова» в Першу лігу, покинув клуб влітку 2009 року.
Після цього грав за «Іллічівець», «Прикарпаття» і з 2011 по 2013 рік за ФК «Полтава». По завершенні сезону 2012/13 контракт з футболістом було розірвано. У 2013 році перейшов до «УкрАгроКому». Дебютував у футболці головківського клубу 14 липня 2013 року в програному (2:4) виїзному поєдинку 1-го туру Першої ліги проти донецького «Олімпіка». Артур вийшов на поле в стартовому складі, а на 82-й хвилині його замінив Юрій Степанюк. У складі головківців у Першій лізі зіграв 8 матчів, ще 1 матч провів у кубку України.
У 2014 році вистуав за клуб вищого дивізіону чемпіонату Литви «Банга», якій допоміг посісти підсумкове 9-е місце.
В 2015 році виступав за клуб «ТСК-Таврія» (Сімферополь), а з 2017 року захищав кольори іншого кримського клубу — «Кафа» (Феодосія).
З 2019 року знаходиться у статусі вільного агента.